# Kerehosahalli, Tarikere
Kerehosahalli là một làng thuộc tehsil Tarikere, huyện Chikmagalur, bang Karnataka, Ấn Độ.